# Kriegerdenkmal 1870/71 (Hamburg-Rotherbaum)

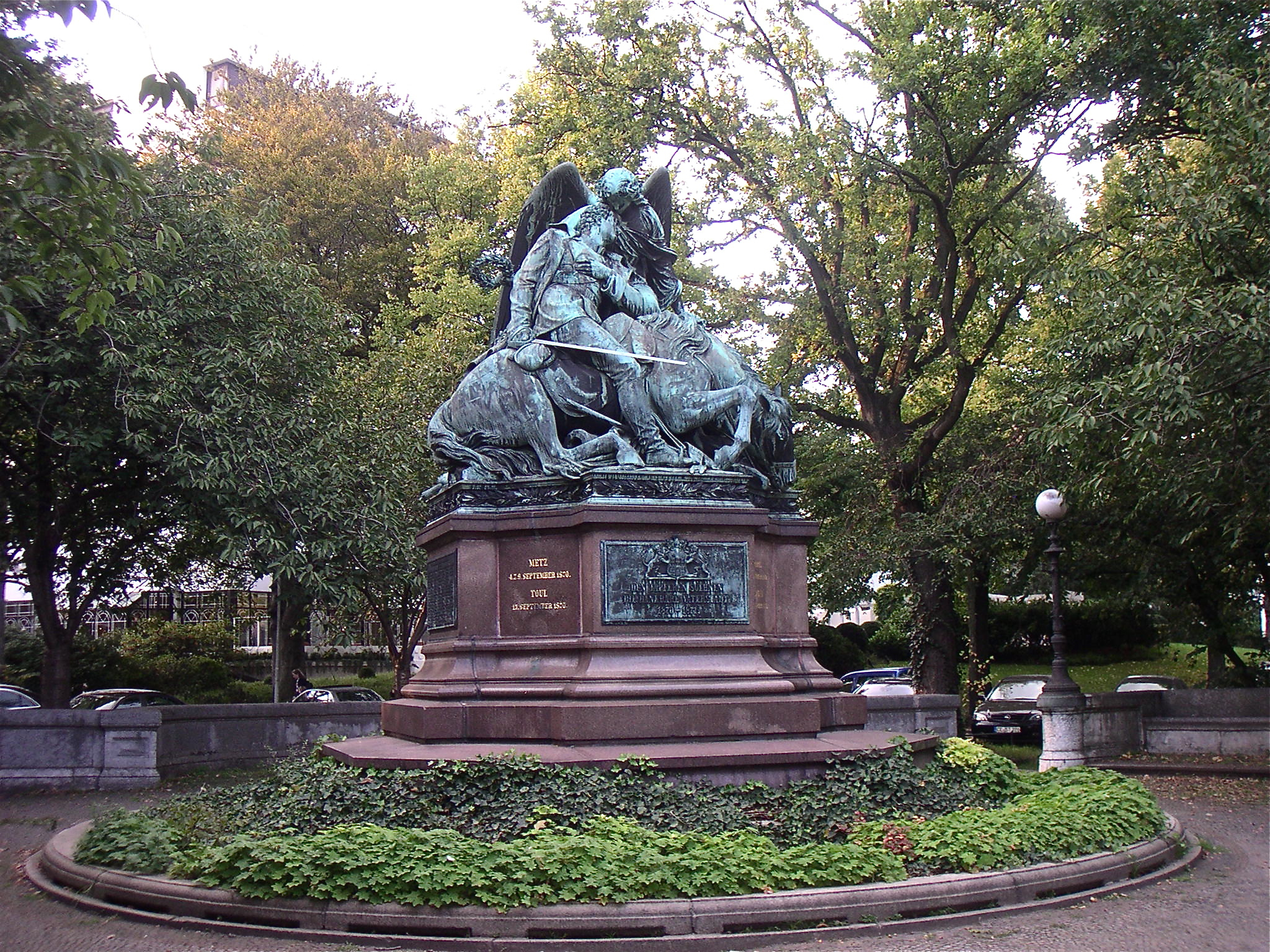
Kriegerdenkmal 1870/71

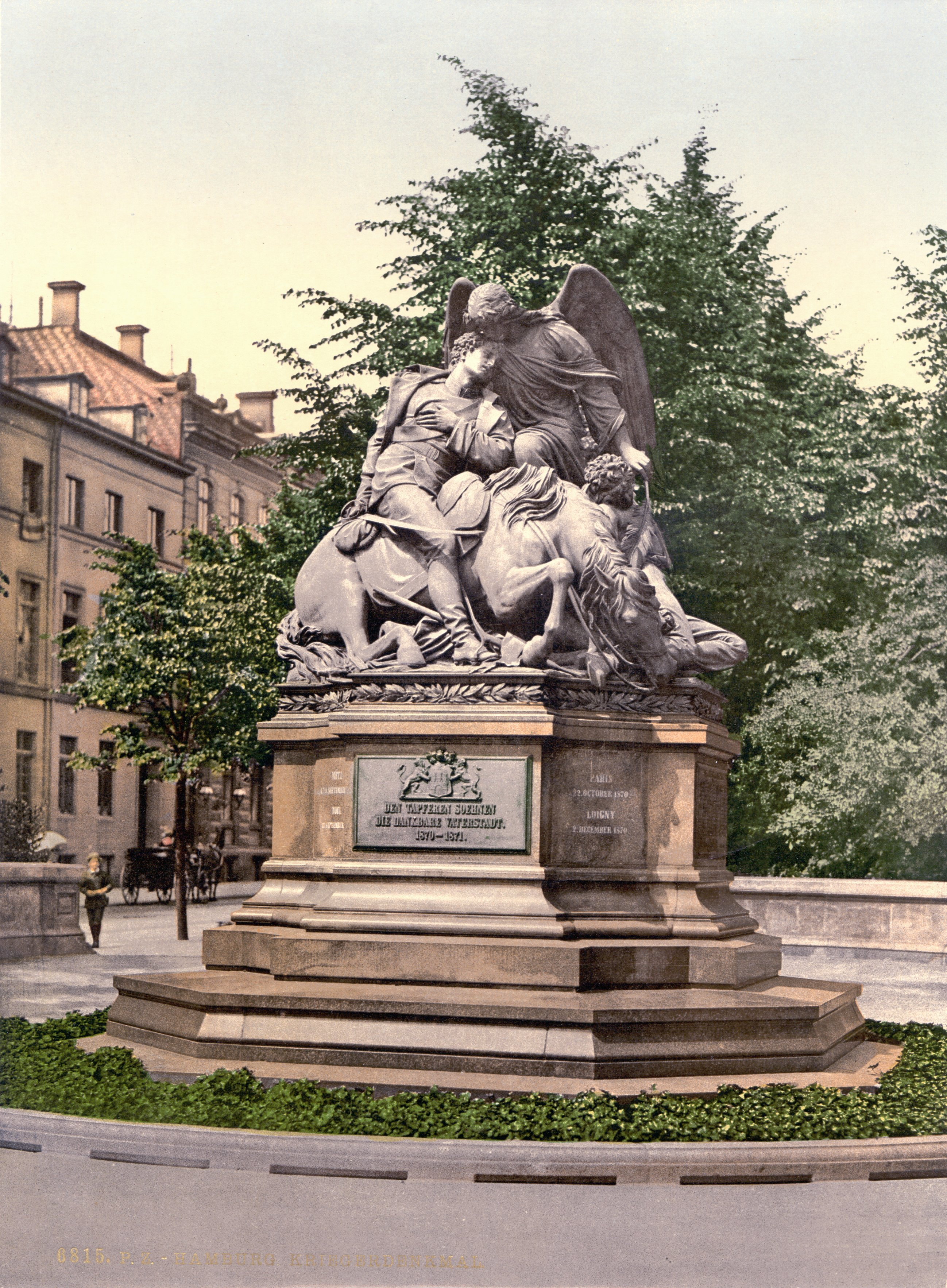
Das Denkmal am ursprünglichen Aufstellungsort am Stephansplatz, um 1900

Das Kriegerdenkmal 1870/71 ist ein Denkmal in Hamburg-Rotherbaum.
Das von Johannes Schilling geschaffene Kriegerdenkmal wurde am 18. Oktober 1877 zu Ehren des Infanterie-Regiments (2. Hanseatisches) No. 76 in der Esplanade am Stephansplatz eingeweiht. Es soll an die Gefallenen des Regiments im Deutsch-Französischen Krieg von 1870/71 erinnern.
Die Skulptur wurde 1926 an die „Fontenay“ unweit des Fontenay-Denkmals an die Alster Ecke Fontenay/Alsterufer in Hamburg-Rotherbaum versetzt.
Die Denkmalanlage ist gefasst durch Balustraden und Bänke. Im Zentrum steht eine Figurengruppe aus Bronze auf einer Bronzebasis und einem rotbraunen Marmorsockel.
Die Skulptur bildet ein zusammengebrochenes Pferd mit sterbendem Reiter, einen Engel, der die Stirn des Reiters küsst und einen Lorbeerkranz über ihn hält, sowie zwei weitere leblose Soldaten ab.
Die Inschrift auf einer Bronzetafel im Sockel lautet: „DEN TAPFEREN SOEHNEN DIE DANKBARE VATERSTADT. 1870-1871.“. Auf weiteren Bronzetafeln sind die Namen der Gefallenen aufgeführt.
Zwischen den Bronzetafeln sind an den Schmalseiten die Namen der Orte der Schlachten sowie deren Daten (Metz 4.7.9. September 1870, Toul 13. September 1870, Paris 22. October 1870, Loigny 2. December 1870, Meung 7. December 1870, Beaugency u. Cravant 8.9.10. December 1870, Freteval 14. December 1870 und Le Mans 10.11.12. Januar 1871) eingemeißelt und gold ausgemalt.